# Per vivere meglio, divertitevi con noi
Pour plus de détails, voir Fiche technique et Distribution.
Per vivere meglio, divertitevi con noi est un film italien réalisé par Flavio Mogherini, sorti en 1978.

## Fiche technique
- Titre : Per vivere meglio, divertitevi con noi
- Réalisation : Flavio Mogherini
- Scénario : Flavio Mogherini, Marcello Coscia, Cochi Ponzoni, Renato Pozzetto, Isa Mogherini, Carlo Vanzina, Enrico Vanzina, Franco Castellano et Giuseppe Moccia
- Photographie : Luigi Kuveiller et Franco Di Giacomo
- Montage : Adriano Tagliavia
- Musique : Detto Mariano
- Pays d'origine : Italie
- Genre : comédie
- Date de sortie : 1978

## Distribution
- Monica Vitti : Valentina Contarini
- Renato Pozzetto : Siro Sante
- Johnny Dorelli : Ottavio Del Bon
- Catherine Spaak : Claudia, la femme d'Ottavio
- Milena Vukotic : Picci
- Elio Crovetto (en) : le mari de Picci
- Cesare Barro : Azzurro, l'extra-terrestre
- Silvano Bernabei : Gregorio
- Irene Borg : l'amie de Valentina
- Ferruccio Brembilla : Paolo / le mari de Valentina
- Tiziana Pini : Lilli